# Soledade (kommun i Brasilien, Rio Grande do Sul, lat -28,84, long -52,51)
Soledade är en kommun i Brasilien.   Den ligger i delstaten Rio Grande do Sul, i den södra delen av landet, 1 500 km söder om huvudstaden Brasília. Antalet invånare är 30 065.
Följande samhällen finns i Soledade:
- Soledade

Trakten runt Soledade består till största delen av jordbruksmark. Runt Soledade är det ganska glesbefolkat, med 29 invånare per kvadratkilometer.